# Бивулова къща (Георгиос Бивулас)
Бивуловата къща (на гръцки: Οικία Μπίβουλα) е къща, архитектурна забележителност в град Костур, Гърция.

## Местоположение
Къщата е разположена в махалата Елеуса на улица „Агиос Минас“ № 28.

## История
Сградата принадлежи на Георгиос Бивулас. В 1983 година сградата е обявена за паметник на културата.

## Архитектура
В архитектурно отношение къщата е с неокласически елементи. Етажният план, който е с Г-образна форма, е решаващ елемент във формирането на облика на улица „Агиос Минас“. Сградата има характерните неокласически елементи: фалшиви пиластри, портик и малък корниз, триъгълен фронтон с геометрични декорации, правоъгълни отвори с акцентирана рамка и ключ в центъра, сводести стрехи на входната врата.